# Sacerdote de Cádis

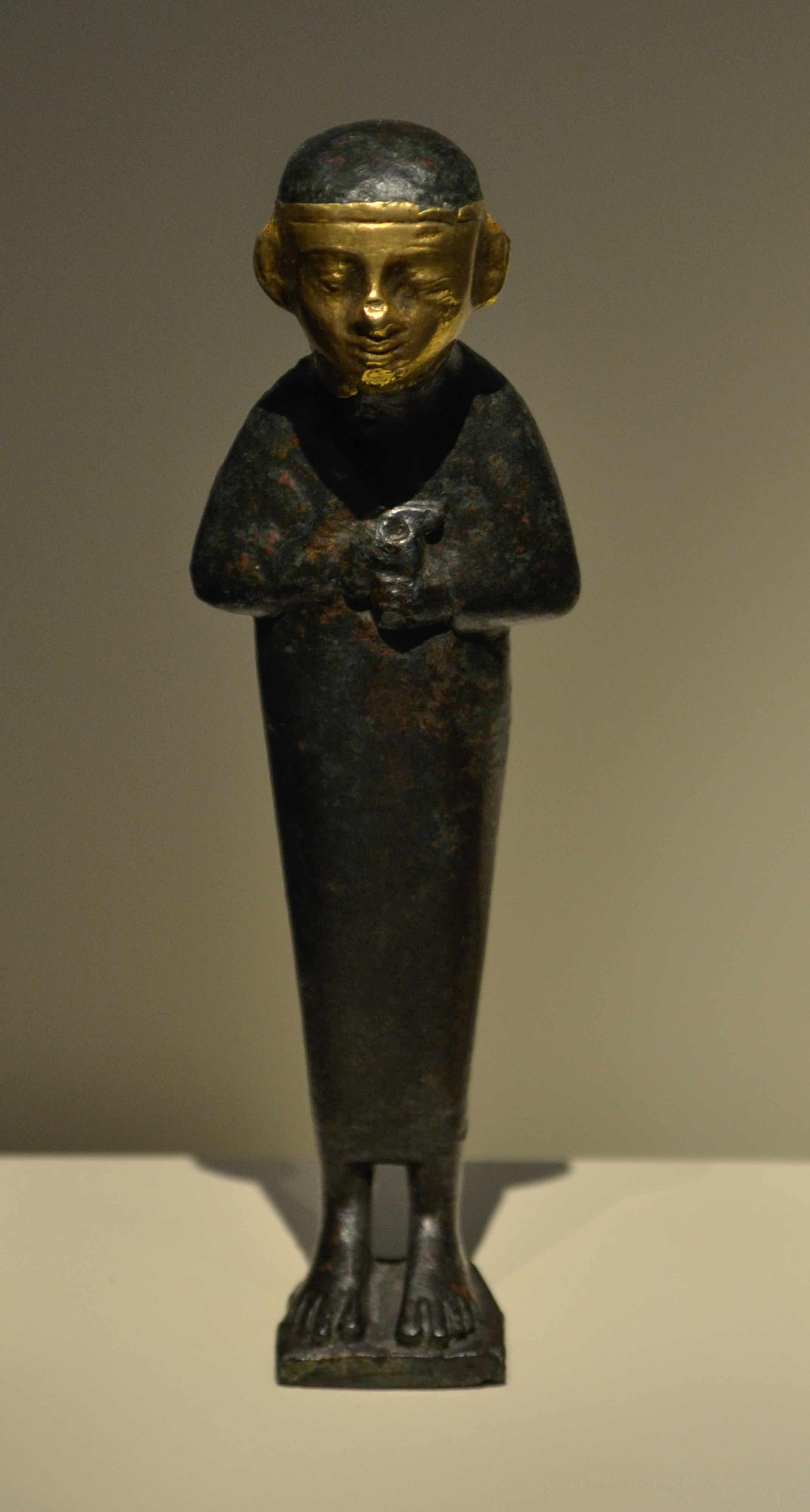
Sacerdote de Cádis

O sacerdote de Cádis é uma estatueta masculino de bronze e ouro encontrado na cidade de Cádis (Andaluzia, Espanha) em 1928, e atualmente exhíbese no Museu Arqueológico Nacional (Espanha) em Madrid com número de inventário 31920. Ele é datado do oitavo ou sétimo século antes de Cristo, (da Idade do Ferro). Poderia ser uma representação do deus Ptah importado do Mediterrâneo oriental, provavelmente do fenícia, ou um sacerdote do templo Melcarte..

## História

### Descoberta
Em 1928, durante o trabalho de fundação do edifício da Telefónica em Cádis, ele apareceu este pieza.2 Os trabalhadores entregaram o arquiteto Francisco Hernández Rubio que fez para o presidente da Companhia. O Estado alegou que sua propriedade e foi integrado no acervo do museu.

## Descrição
O pequeno ídolo em questão atualmente preservado no Museo Arqueolóxico Nacional de España. Por túnica presa ao corpo e à posição das mãos é acreditado que descreve um padre, daí o seu nome, mas a interpretação mais provável é que ele é uma imagem do deus Ptah,  Esta divindade era protetor dos metalúrgicos e há inúmeros exemplos encontrados na Egito e outras áreas de Mediterrâneo.

## Características técnicas
- Medidas: 19,9 cm de altura.
- Estilo ibero.
- Fundição.
- Material:  bronze, ouro